# Colobus polykomos
Colobus polykomos là một loài động vật có vú trong họ Cercopithecidae, bộ Linh trưởng. Loài này được Zimmermann mô tả năm 1780.
Loài này sinh sống ở vùng đất thấp và rừng mưa núi ở một khu vực trải dài từ Senegal, qua Guinea-Bissau, Guinea, Sierra Leone và Liberia đến Bờ Biển Ngà. Loài này chủ yếu ăn lá, nhưng cũng có thể ăn trái cây và hoa. Mặc dù là động vật sống trên cây nhưng nó ăn chủ yếu trên mặt đất. Chúng sinh hoạt thành các nhóm nhỏ bao gồm 3 đến 4 con cái và 1 đến 3 con đực, cộng với con non của chúng. Các nhóm này duy trì khoảng cách với nhau thông qua tiếng kêu lãnh thổ. 

## Hình ảnh

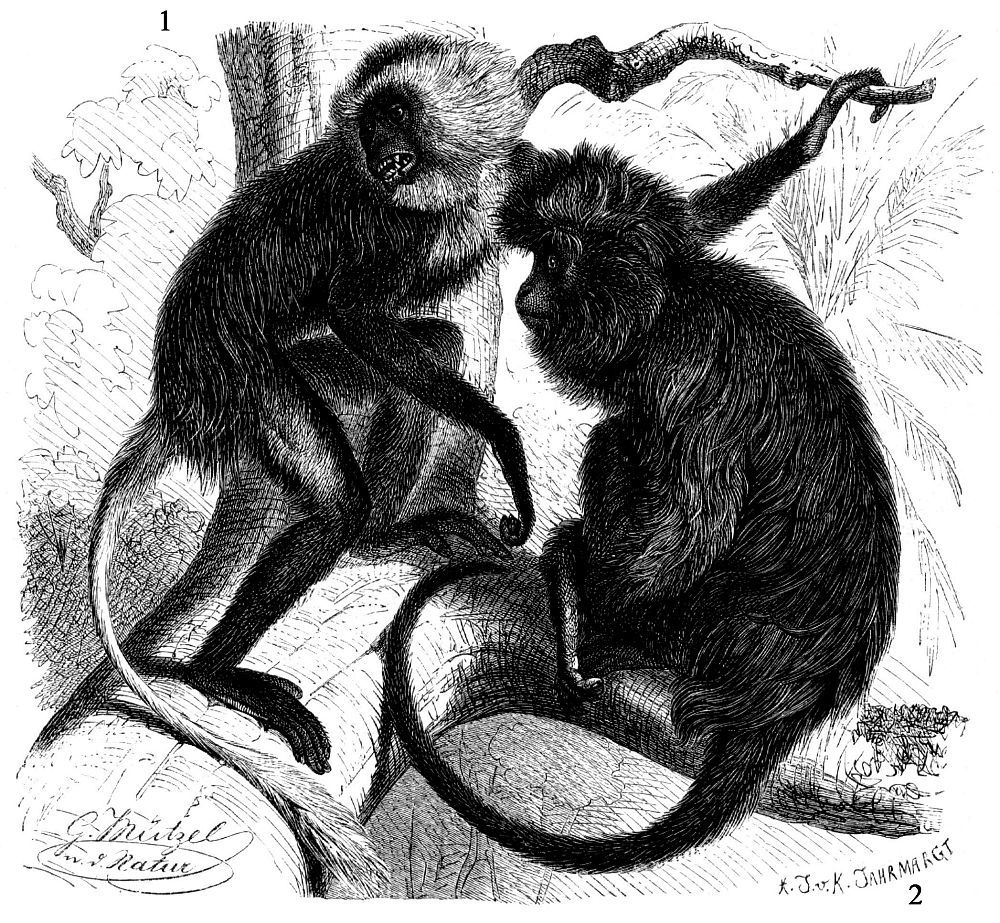